# Antrocaryon micraster
Antrocaryon micraster (tiếng Anh thường gọi là Antrocaryon) là một loài thực vật]] thuộc họ Anacardiaceae. Loài này có ở Cameroon, Cộng hòa Dân chủ Congo, Bờ Biển Ngà, Ghana, Nigeria, Sierra Leone, và Uganda. Chúng hiện đang bị đe dọa vì mất môi trường sống.